# Castelo de Lietava

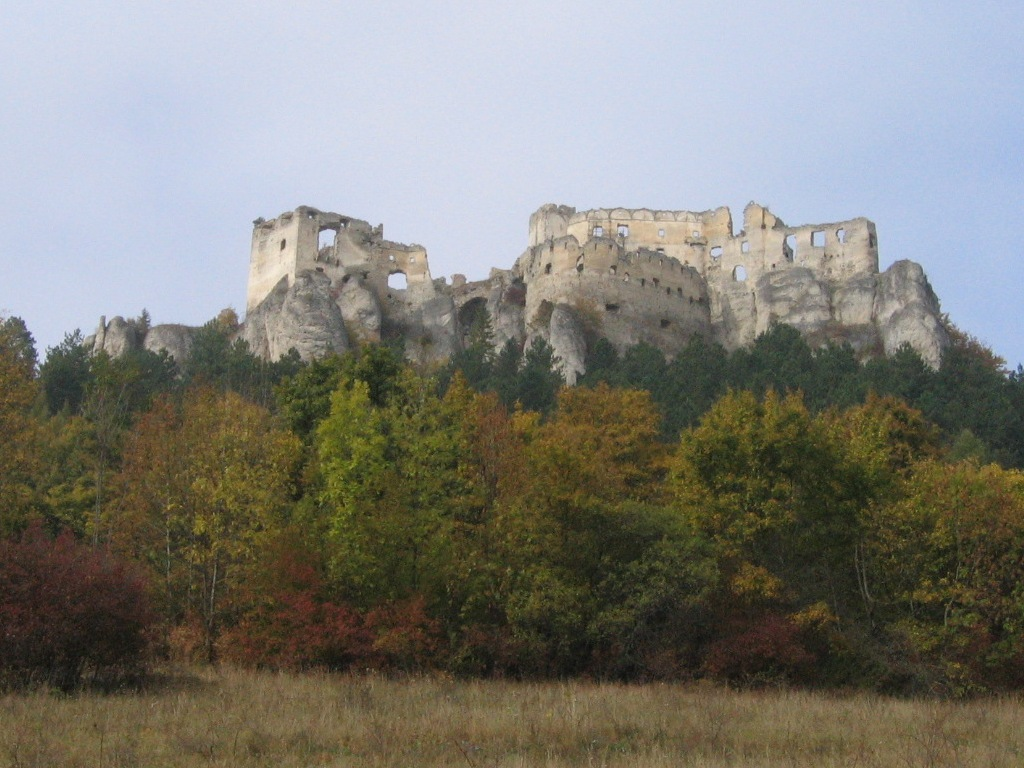
O castelo de Lietava

O Castelo de Lietava (nomes mais antigos incluem Litova, Letava, Lethowa e Zsolnalitva) é um grande castelo em ruínas localizado no norte de Eslováquia, entre os vilarejos de Lietava e Lietavská Svinná-Babkov, ambos no distrito de Žilina.

## História
O castelo foi construído depois de 1241, aparentemente mais como centro militar e administrativo. No começo do século XIV, pertenceu a Maté Csák. Passou por diversas mãos até o século XVI, quando foi adquirido pela família Thurzo, sendo reconstruído e fortificado e ganhando sua própria guarnição.
Após a morte de Imrich Thurzo em 1621, dividiu-se Lietava entre seus herdeiros. Seguiram-se disputas pela posse em 1641, mas eles acabaram por perder o interesse pelo castelo. Em um relatório de 1698, diz-se que estava inabitado e que havia apenas um arquivo, mandado para o castelo de Orava na década de 1760. Permaneceu abandonado desde então.